# Jeffrey Kurland
Jeffrey Kurland (* 10. März 1952 in Bronx, New York City) ist ein US-amerikanischer Kostümbildner.

## Leben
Kurland studierte an der Northwestern University und machte seinen Bachelor-Abschluss als Designer. Er zog nach New York und arbeitete dort zunächst als Kostümbildner am Theater. Seine Karriere beim Film begann 1980 mit seiner ersten Zusammenarbeit mit Woody Allen, als er bei Stardust Memories als Assistenz-Kostümbildner arbeitete. Nach einem Zwischenschritt als Associate Costume Designer für Zelig war er von 1984 bis 1996 Allens fester Kostümbildner. Insgesamt war er an 18 Filmen von Woody Allen beteiligt. 1995 war Kurland auch kurz als Schauspieler zu sehen; in Geliebte Aphrodite besetzte ihn Woody Allen in einer kleinen Rolle als Ödipus.
Kurland arbeitete mehrfach an Filmen des Regisseurs Christopher Nolan, für den er das Kostümbild der Filme Inception, Dunkirk und Tenet schuf.
Für seine Arbeit an Radio Days wurde Kurland 1988 in der Kategorie Beste Kostüme mit dem BAFTA Film Award ausgezeichnet. 1995 war er für Bullets Over Broadway in der Kategorie Bestes Kostümdesign für den Oscar nominiert.
2015 wurde Kurland als First Vice President in das Board of Governors der Academy of Motion Picture Arts and Sciences berufen.

## Filmografie (Auswahl)
- 1980: Stardust Memories (assistant costume designer)
- 1983: Zelig (associate costume designer)
- 1984: Broadway Danny Rose
- 1985: The Purple Rose of Cairo
- 1986: Hannah und ihre Schwestern (Hannah and her Sisters)
- 1987: Radio Days
- 1987: September
- 1988: Eine andere Frau (Another Woman)
- 1989: New Yorker Geschichten (New York Stories)
- 1989: Verbrechen und andere Kleinigkeiten (Crimes and Misdemeanors)
- 1990: Alice
- 1991: Schatten und Nebel (Shadows and Fog)
- 1992: Ehemänner und Ehefrauen (Husbands and Wives)
- 1993: Manhattan Murder Mystery
- 1994: Bullets Over Broadway
- 1995: Geliebte Aphrodite (Mighty Aphrodite)
- 1996: Alle sagen: I love you (Everyone Says I Love You)
- 1997: Die Hochzeit meines besten Freundes (My Best Friend’s Wedding)
- 1998: Wachgeküßt (Living Out Loud)
- 1999: Der Mondmann (Man on the Moon)
- 2000: Erin Brockovich
- 2001: Ocean’s Eleven
- 2004: Collateral
- 2004: Hidalgo – 3000 Meilen zum Ruhm (Hidalgo)
- 2010: Inception
- 2012: Der Diktator (The Dictator)
- 2013: Beautiful Creatures – Eine unsterbliche Liebe (Beautiful Creatures)
- 2015: A World Beyond (Tomorrowland)
- 2016: Ghostbusters
- 2017: Dunkirk
- 2018: Mission: Impossible – Fallout
- 2020: Tenet
- 2023: Geistervilla (Haunted Mansion)

## Auszeichnungen
- 1988: BAFTA Film Award in der Kategorie Beste Kostüme für Radio Days
- 1995: Oscar-Nominierung in der Kategorie Bestes Kostümdesign für Bullets Over Broadway